# Son Servera
Son Servera ist eine der 53 selbstständigen Gemeinden der spanischen Baleareninsel Mallorca. Die gleichnamige Kleinstadt ist Verwaltungssitz der Gemeinde in der Region (Comarca) Llevant.
Die Gemeinde Son Servera hatte 2024 eine Einwohnerzahl von 12.261. Im Jahr 2006 betrug der Ausländeranteil der Gemeinde 19,5 % (2.134), der Anteil deutscher Einwohner 6,0 % (659). Amtssprachen sind Katalanisch und Spanisch (Kastilisch). Der auf der Insel gesprochene katalanische Dialekt wird Mallorquí genannt.

## Geographie

### Geographische Lage
Die Stadt Son Servera liegt am Fuße des 271 Meter hohen Berghügels Puig de sa Font, etwa 61 Kilometer von der Inselhauptstadt Palma entfernt. Sie befindet sich an den Hauptstraßen MA-4030 und MA-4040 von Sant Llorenç des Cardassar nach Capdepera.
Die Gemeinde besitzt einen Anteil an der Ostküste Mallorcas vom Cap des Pinar bis südlich nach Cala Millor, einem Tourismuszentrum des Llevant. Die Bucht dieses Küstenabschnitts heißt nach der Stadt Badia de Son Servera.

### Nachbargemeinden
Das Gemeindegebiet von Son Servera wird hauptsächlich durch einen Talkessel gebildet, der durch mehrere kleinere Berge von den umliegenden Gemeinden Sant Llorenç des Cardassar im Süden, Artà im Nordwesten und Capdepera im Nordosten abgeschirmt wird. Höchste Erhebung ist mit 370 Metern über dem Meeresspiegel (msnm) der Muntanya Grossa an der südwestlichen Gemeindegrenze zu Sant Llorenç.

### Gemeindegliederung
Zur Gemeinde Son Servera gehören folgende Orte:
- Cala Bona (1072 / 1161 Einwohner)
- Cala Millor (5339 / 5356 Einwohner)
- Costa des Pins (271 / 282 Einwohner)
- Port Nou, Port Verd und Port Vell (66 / 66 Einwohner)
- Son Servera (4285 / 4848 Einwohner)

(Die Einwohnerzahlen von Cala Millor geben nur die des zu Son Servera gehörenden Teils des Ortes an. Die südlichen Teile Son Moro und Son Moro Bonavista gehören zur Gemeinde Sant Lorenç des Cardassar.)
Die Einwohnerzahlen in Klammern stammen vom 1. Januar 2008. Die erste Zahl gibt dabei die Einwohner der geschlossenen Ortschaften an, die zweite Zahl die Einwohner der Orte einschließlich der hinzu zu rechnenden „verstreut“ lebenden Bevölkerung außerhalb der eigentlichen Siedlungen. (Quelle: INE)

## Demografie
| Jahr      | 1842  | 1877  | 1887  | 1900  | 1910  | 1920  | 1930  | 1940  | 1950  | 1960  | 1970  | 1981  | 1991  | 2001  | 2011   | 2013   |
| --------- | ----- | ----- | ----- | ----- | ----- | ----- | ----- | ----- | ----- | ----- | ----- | ----- | ----- | ----- | ------ | ------ |
| Einwohner | 1.968 | 2.485 | 2.733 | 2.851 | 2.696 | 2.766 | 2.850 | 2.728 | 2.631 | 2.390 | 3.156 | 5.110 | 6.004 | 9.432 | 12.195 | 11.146 |

## Geschichte

### Gemeindegeschichte
Aus der Vorgeschichte der Gemeinde ist wenig bekannt. Aus prähistorische Zeit stammen beispielsweise der Talaiot de Pula und Mestre Ramon. Anfang 2012 fand man bei Font des Molins de Son Sard Gebäudereste aus spätrömischer Zeit. Aktenkundig ist das Dorf seit dem 13. Jahrhundert. 
Im Mai 1820 brach im Nordosten Mallorcas noch einmal die Beulenpest aus. Von den 1.684 Einwohnern von Son Servera starben 1.040. Das in der Ortsmitte aufgestellte Denkmal Es pastoret erinnert hieran. In Vorbereitung auf den 200. Jahrestag der Katastrophe erforschte ein Arbeitskreis von Historikern namens „Peste de Llevant“ die damaligen Ereignisse und deren traumatische Nachwirkungen.

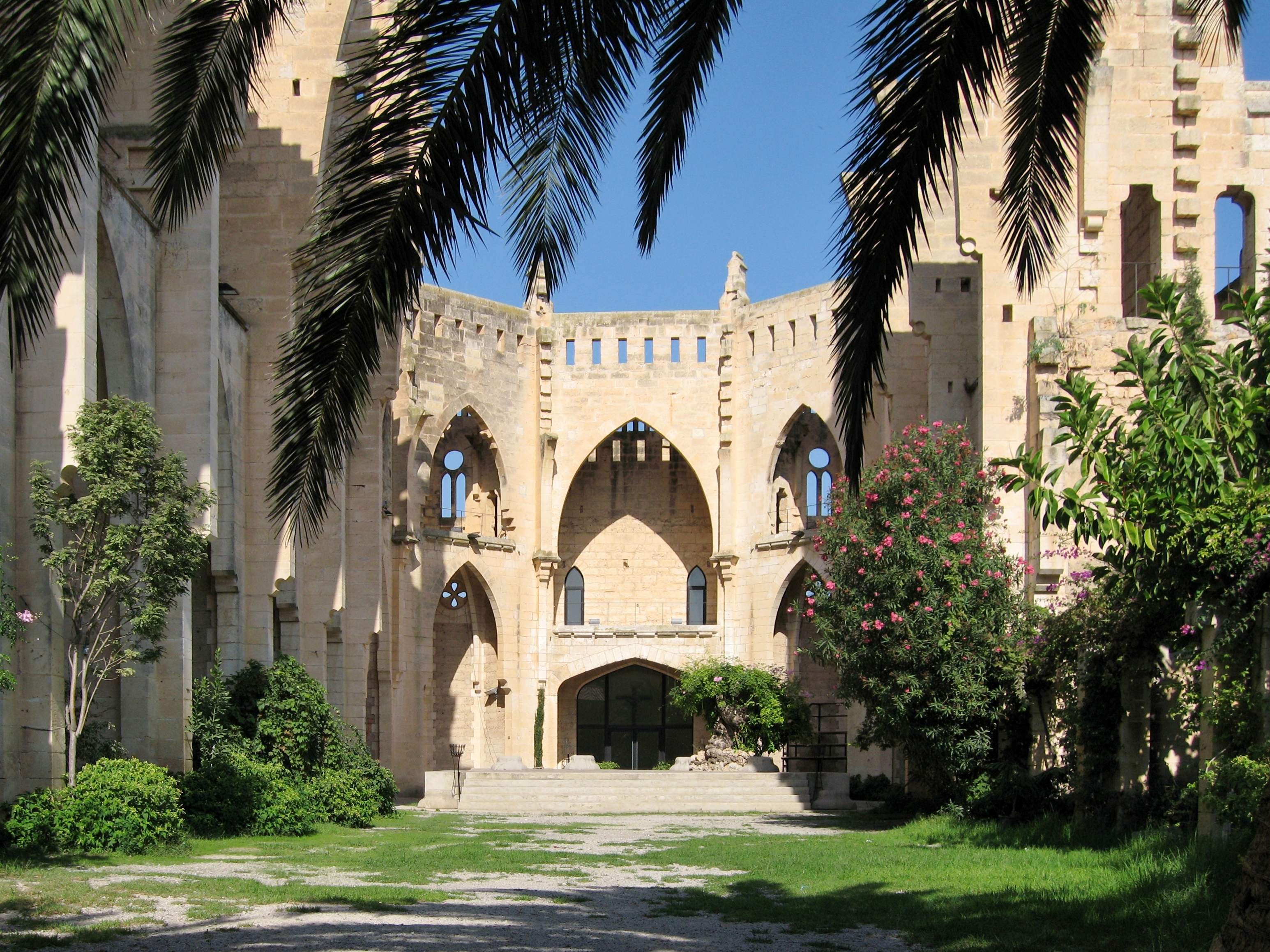
Església Nova (Neue Kirche)

In Son Servera gibt es zwei Kirchen, die ab dem Jahr 1622 am heutigen Plaça de Sant Joan erbaute Pfarrkirche Sant Joan Bautista und die unvollendete neugotische Església Nova (‚Neue Kirche‘). Die letztere wurde von 1905 bis 1929 nach Entwürfen des Gaudí-Schülers Joan Rubió i Bellver erbaut, aus Geldmangel jedoch nicht fertiggestellt. Die Arbeiten wurden endgültig 1931 aufgrund der hohen Kosten eingestellt. In den Jahren 1994/95 erfolgten Erhaltungsarbeiten, 2007/08 Nachbearbeitungen. Die Església Nova wird heute als Freilichtbühne für zahlreiche kulturelle Aktivitäten genutzt.
Während der Schlacht um Mallorca im Spanischen Bürgerkrieg wurde Son Servera stark in Mitleidenschaft gezogen, als republikanische Truppen am 16. August 1936 an der Ostküste der von den Franquisten beherrschten Insel landeten. Die Einnahme des Ortes gelang den Republikanern jedoch nicht, eine Marineeinheit von etwa 50 Mann der „Schwarzen Garde“, die zuvor an der Eroberung Ibizas großen Anteil hatte, geriet schon am ersten Tag in einen Hinterhalt franquistischer Soldaten und Zivilgardisten unweit der Bahnlinie unterhalb des Hügels na Penyal. Drei der Überlebenden wurden nach Son Servera gebracht und dort erschossen. Ein vierter, der aus Barcelona stammende achtzehnjährige Domingo López, überlebte die Erschießung. Er war in Ohnmacht gefallen und wurde durch einen „Gnadenschuss“ an Hals und Gesicht verletzt. Zu den Toten in eine Grube geworfen konnte er nachts aus dieser durch die Kiefernwälder zu seinem Kommando nach Sa Coma entkommen.
Die meisten Zivilisten der ungefähr 900 Einwohner des Ortes waren vor den Kämpfen geflohen. In ihren Häusern hatten Militäreinheiten Stellung bezogen. Das Hauptquartier der Franquisten in Son Servera befand sich im Tiefgeschoss des heutigen Cafés S’Oratge am Kirchplatz. Fast täglich stand das Ortsgebiet unter Beschuss angelandeter Artillerie, Bombenabwürfen aus Flugzeugen und von Schiffsgeschützen der republikanischen Kriegsflotte. Die republikanischen Verbände konnten die das Tal von Son Servera umgebenden Hügel einnehmen, die sie bis zu ihrem Rückzug auf die Schiffe in der Nacht vom 3. zum 4. September 1936 fast ständig unter Kontrolle hielten. Erst am 3. September hatten die Franquisten Teile eines Hügels, des Puig de Son Corb östlich des Ortes, teilweise zurückerobern können. Am 4. September feierten die franquistischen Soldaten und Parteimitglieder der rechtsextremen Falange auf dem Kirchplatz eine Siegesparade. Son Servera wurde später zum „unbesiegten Dorf“ hochstilisiert.

### Ortsname
Es gibt mehrere Erklärungsversuche für die Herkunft des Ortsnamens.
Im Jahre 1229 erhielt der Ritter Jaume Cervera von seiner Majestät, König Jaume I., ein Dorf in der Gemarkung Llevant. Dieses Dorf sollte fortan seinen Namen, des neuen Herren, als Ausdruck des Dankes für seine ritterlich Hilfe bei der glorreichen Eroberung der Insel Mallorca tragen. Ein entsprechendes Dokument, welches dies belegen könnte, existiert nicht, weswegen es häufige Diskussionen über den Ortsnamen und die korrekte Schreibweise von Son Servera gibt.
Als aber die Inselregierung in den 1990er-Jahren balearische Schreibweisen für Ortsnamen vorschrieb, entbrannte der Streit um C oder S. Die S-Fraktion bestand auf ihrer Auslegung, die Gegend sei seit dem 13. Jahrhundert wegen ihrer reichen Vorkommen von Spieräpfeln bekannt, auf mallorqui „serves“ genannt. Die C-Fraktion hielt dagegen, die ersten Siedler am Fuße des Berges Sa Font stammten aus einem katalanischen Ort namens Cervera, was „Ort der vielen Hirsche“ bedeutet und auch auf das mallorquinische Son Servera zutreffe. Am Ende behielten die Anhänger der S-Schreibweise mit ihren Spieräpfeln die Oberhand. Seitdem ist auch im Stadtwappen der Baum der Frucht als Symbol zu sehen.

## Kultur und Sehenswürdigkeiten

### Kirchen

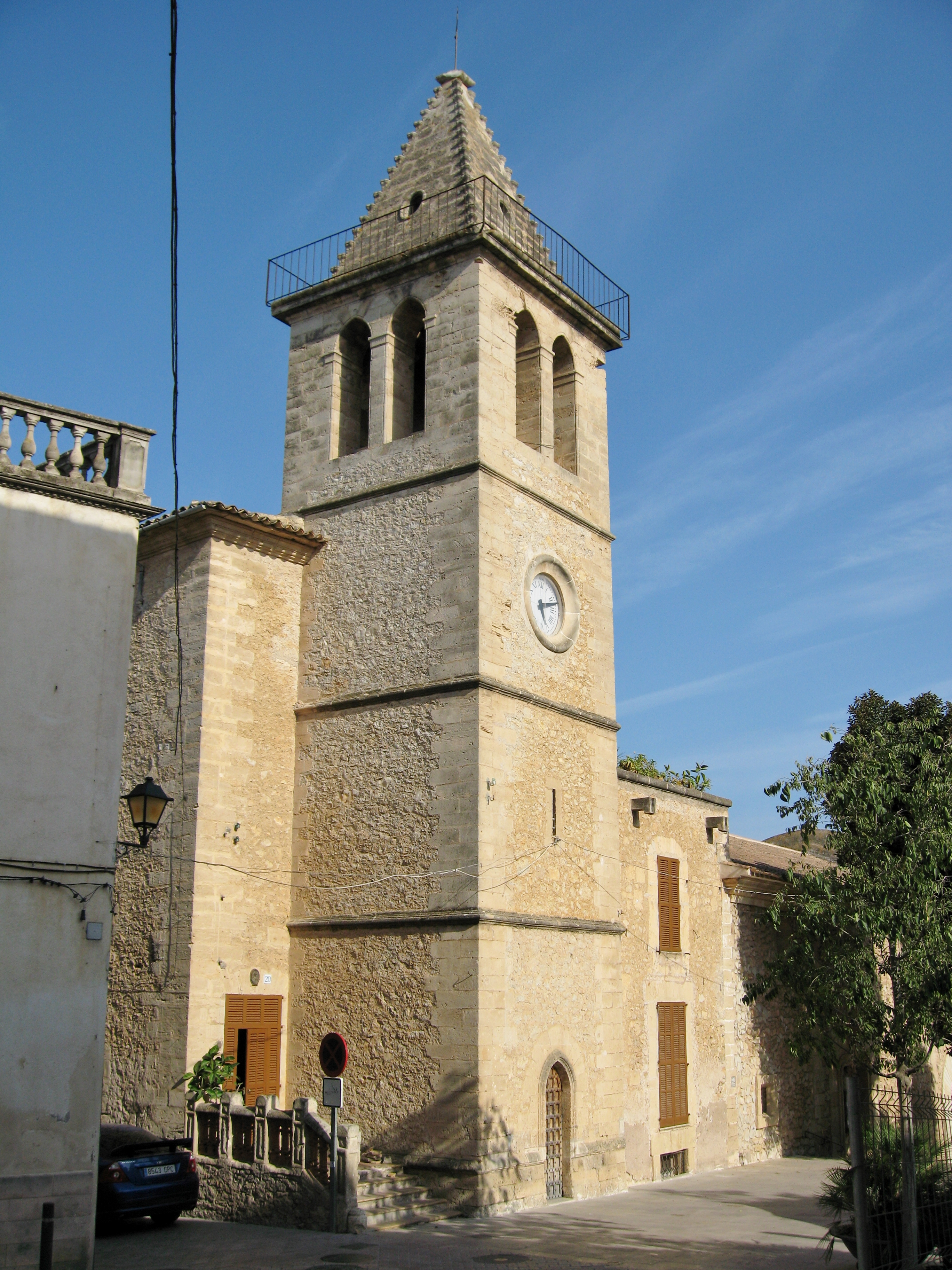
Parròquia de Sant Joan Bautista (Pfarrkirche)

- Sant Joan Bautista
Die Kirche Sant Joan Bautista ist die wichtigste Kirche in Son Servera. Der Grundriss der Kirche ist rechteckig und einschiffig mit seitlichen Kapellen. Der Wehrturm aus dem 16. Jahrhundert befindet sich über dem Altarraum und dient als Glockenturm.[6]
- Església Nova, hier werden eine Vielzahl von Konzerten oder anderen Events abgehalten
- Nostra Senyora dels Àngels (Cala Millor)

Die Brücke Pont d'en Calet, Baudenkmal und Teil des antiken Aquädukts, das früher den Ort mit Wasser versorgte, musste im Herbst 2022 nach einem Verkehrsunfall abgerissen werden.

### Strände und Buchten des Gemeindegebietes
- Caló des Torrent des Morts
- Platja des Rajolí
- Es Ribell
- Platja de sa Marjal
- Port Vell
- Port Nou
- Port Verd
- Port Roig (S’Estany d’en Xinet)
- Cala Bona
- Cala Millor (Arenal de Son Servera)

Siehe auch: Strände und Buchten auf Mallorca

### Märkte
- Markttag der Stadt Son Servera ist jeden Freitag

### Feste
- Festa popular de Sant Antoni – Feier am 17. Januar jeden Jahres zu Ehren des Heiligen Antonius
- Sant Joan – „Fest der Sonne“ zur Sommersonnenwende am 24. Juni zu Ehren des Schutzpatrons von Son Servera Johannes des Täufers
- Nostra Senyora del Carme – Feierlichkeiten mit Meeresprozession in Cala Bona am 16. Juli zu Ehren der Schutzheiligen der Seeleute
- Nostra Senyora dels Àngels – Namenstag der Schutzpatronin von Cala Millor Mutter Gottes der Engel am 2. August